# Sansevieria francisii
Dracaena francisii (Sansevieria francisii) es una especie de Dracaena Sansevieria  perteneciente a la familia de las asparagáceas, originaria de  África oriental en Kenia en el Río Tana.
Ahora se la ha incluido en el gen de Dracaena debido a los estudios moleculares de su filogenia.

## Descripción
Es una planta herbácea  y estolonífera, con 10-30 cm de largo, cubierta de hojas apretadas en verticilos de 5, estolones en la base del tallo y / o entre las hojas. Las hojas  cilíndricas, de 8-15 cm de largo, ligeramente rugosas, estrechándose hacia el ápice en punta espinosa y afilada de 5 mm de largo, la parte superior con un canal aplanado de poca profundidad en el 25-75% de su longitud, con márgenes verdes y con una membrana blanca con línea roja o café longitudinal que llega a la mitad. La inflorescencia es erecta o ligeramente curvada, de 12 a 25 cm de largo, pedúnculo de 3-8 mm de diámetro, las flores densas en la mitad superior de la inflorescencia, 1-2 por racimo. Flores de color blanco verdoso a marrón.

## Taxonomía
Sansevieria francisii fue descrita por Chahinian y publicado en Sansevieria Journal 4(1): 12–13, en el año 1995.
Etimología
Sansevieria nombre genérico que debería ser "Sanseverinia" puesto que su descubridor, Vincenzo Petanga, de Nápoles, pretendía dárselo en conmemoración a Pietro Antonio Sanseverino, duque de Chiaromonte y fundador de un jardín de plantas exóticas en el sur de Italia. Sin embargo, el botánico sueco Thunberg que fue quien lo describió, lo denominó Sansevieria, en honor del militar, inventor y erudito napolitano Raimondo di Sangro (1710-1771), séptimo príncipe de Sansevero.
francisii: epíteto otorgado en honor del botánico Francis K. Horwood.